# Alfons Leitl
Alfons Leitl (* 6. Februar 1909 in Berlin; † 5. Februar 1975 in Trier) war ein deutscher Architekturjournalist, Herausgeber, Autor, Architekt, neben Hans Eckstein der einflussreichste Architekturkritiker im kriegszerstörten Westdeutschland und Mentor von Ulrich Conrads.

## Leben
Alfons Leitl wuchs als jüngster von fünf Söhnen österreichischer Eltern in Berlin-Karlshorst auf. Seine Schulzeit verbrachte er in Berlin und vorübergehend in Wien. Nach dem Abitur in Berlin machte er ab 1928 eine Ausbildung im Bauwelt-Verlag und arbeitete als Fachredakteur für die Zeitschriften Bauwelt, Monatshefte für Baukunst und Städtebau wie als Autor in Wasmuths Lexikon für Baukunst V., in dem er u. a. die Einträge Kirchliche Baukunst (S. 309–319) und Rudolf Schwarz (S. 500) verfasste. Neben seiner journalistischen Arbeit veröffentlichte er Bücher. Von 1938 bis 1945 bildete er sich in Bürogemeinschaft mit den Berliner Architekten Hermann Lahmé und Paul W.Fischer zum Architekten aus und leitete im Büro von Herbert Rimpl die Entwicklung des Montagebaus. 1945 übernahm er die Aufbauplanung der kriegszerstörten Städte Rheydt, Wesel und Trier, wo er zum Stadtbaurat gewählt wurde.
1946 gründete Alfons Leitl mit Franz Meunier und dem Verleger Lambert Schneider die Monatszeitschrift Baukunst und Werkform, die später Eugen Kogon verlegte und deren Leitung er 1954 an Ulrich Conrads übergab. Die Beiträge und Autoren dieser Zeitschrift setzten sich kritisch mit dem Wiederaufbau und der Architekturmoderne in Westdeutschland auseinander. In ihr wurde der Düsseldorfer Architektenstreit wie die durch den Beitrag von Rudolf Schwarz „Bilde Künstler, rede nicht“ 1953 ausgelöste Bauhausdebatte ausgetragen.

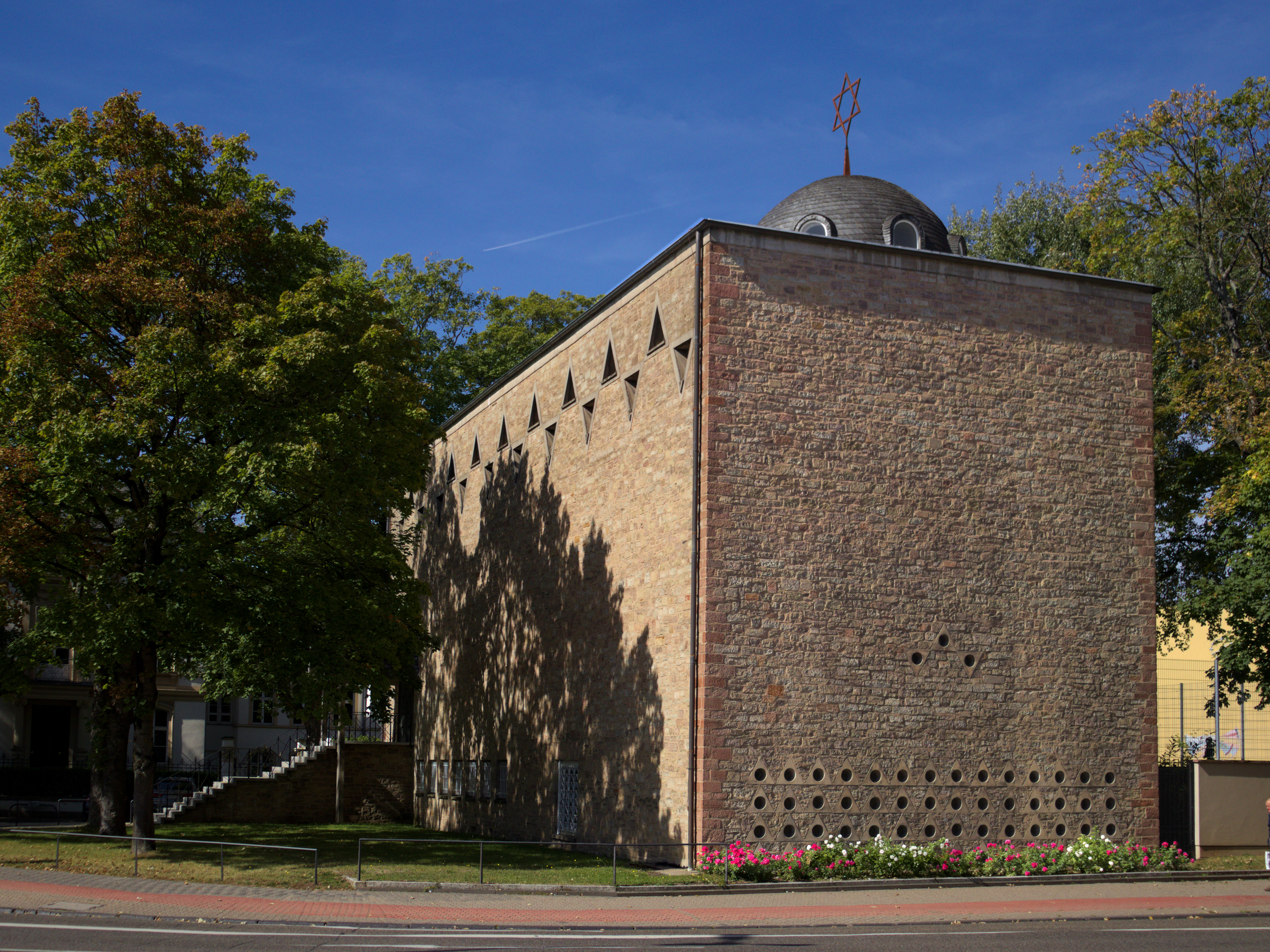
Synagoge in Trier

1949 Alfons Leitl wurde in die Deutsche Akademie für Städtebau, Landesplanung und Raumordnung berufen und führte für den Deutschen Werkbund mit seinen Freunden und Kollegen, Egon Eiermann, Hans Schwippert u. a. die Ausstellung Neues Wohnen. Deutsche Architektur seit 1945 in Köln durch.
Alfons Leitl eröffnete 1951 ein eigenes Architekturbüro in Köln. Zwischen 1948 und 1972 baute er im Rheinland, Österreich und Berlin mehr als fünfzig Sakralbauten, u. a. in Trier die neue Synagoge (1957) und Stadtbibliothek (1960). In seinem Bauschaffen verband Alfons Leitl die Tradition des Neuen Bauens vor 1945 mit der internationalen Architekturmoderne nach 1945. Für sein Lebenswerk wurde er 1968 mit einer Ausstellung gewürdigt. Die Stadt Trier benannte mit Stadtratsbeschluss vom 31. März 2009 ihm zu Ehren eine Straße.

## Werk (Auswahl)

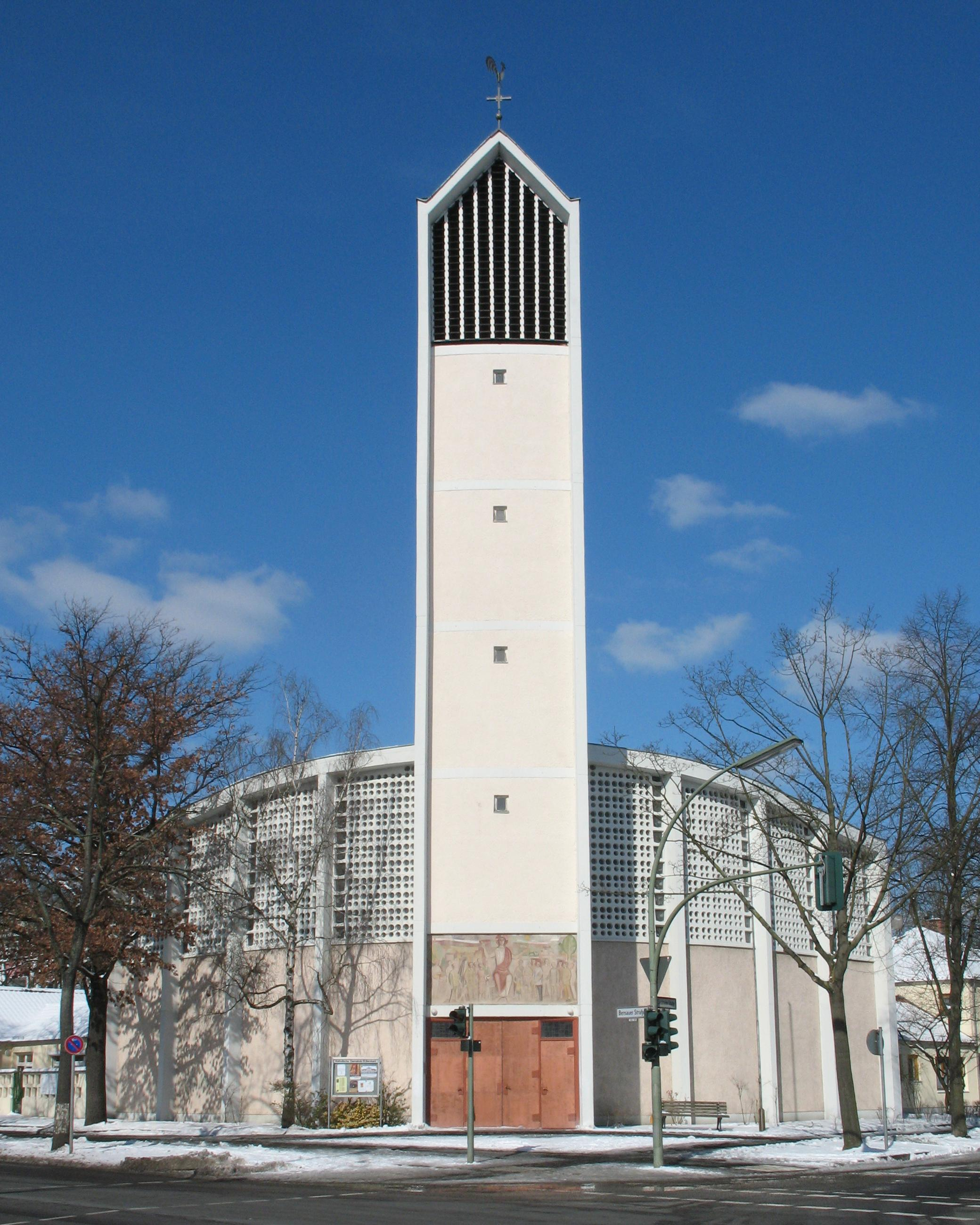
Kirche St. Bernhard in Berlin-Tegel

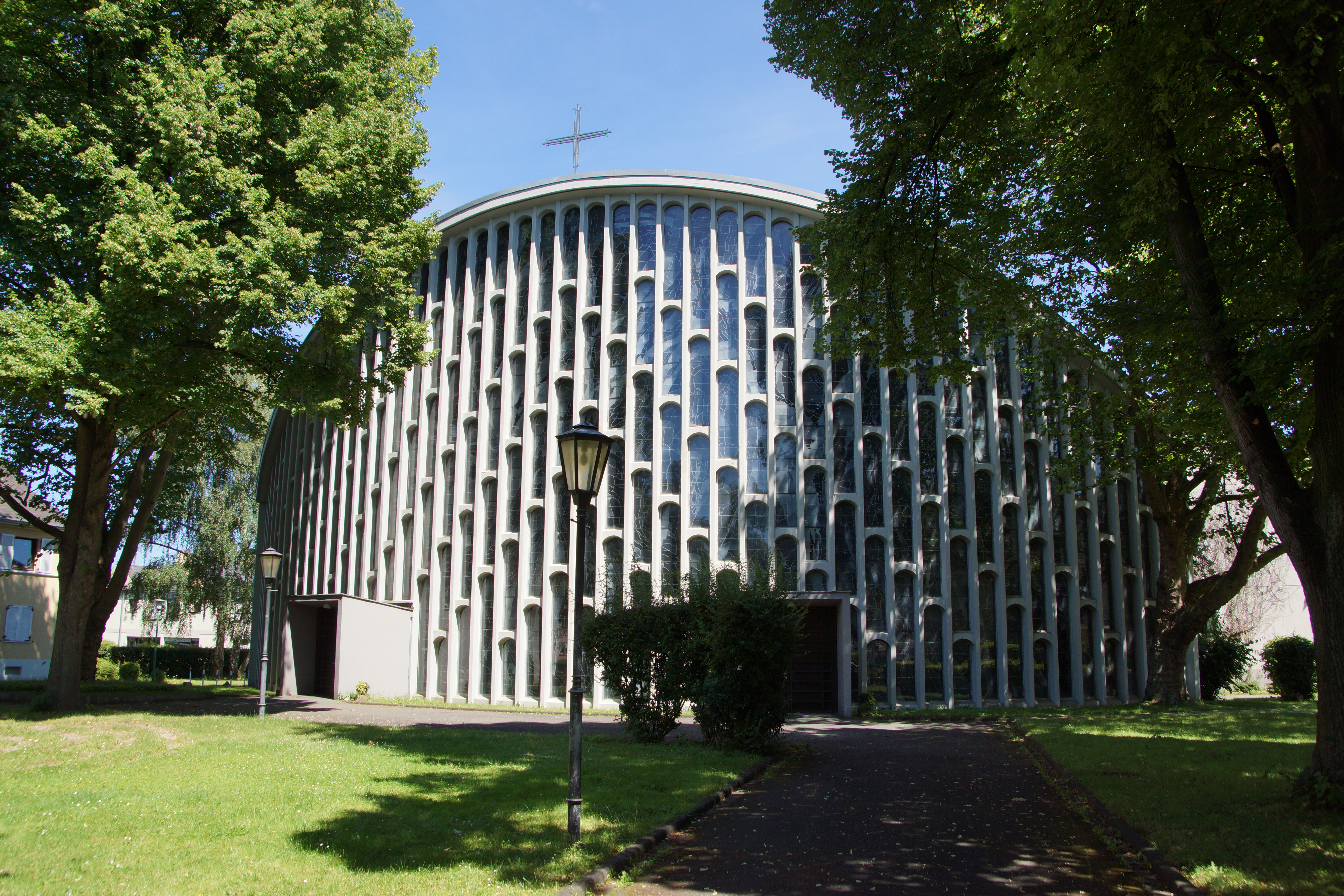
Heilig-Kreuz-Kirche in Neuwied

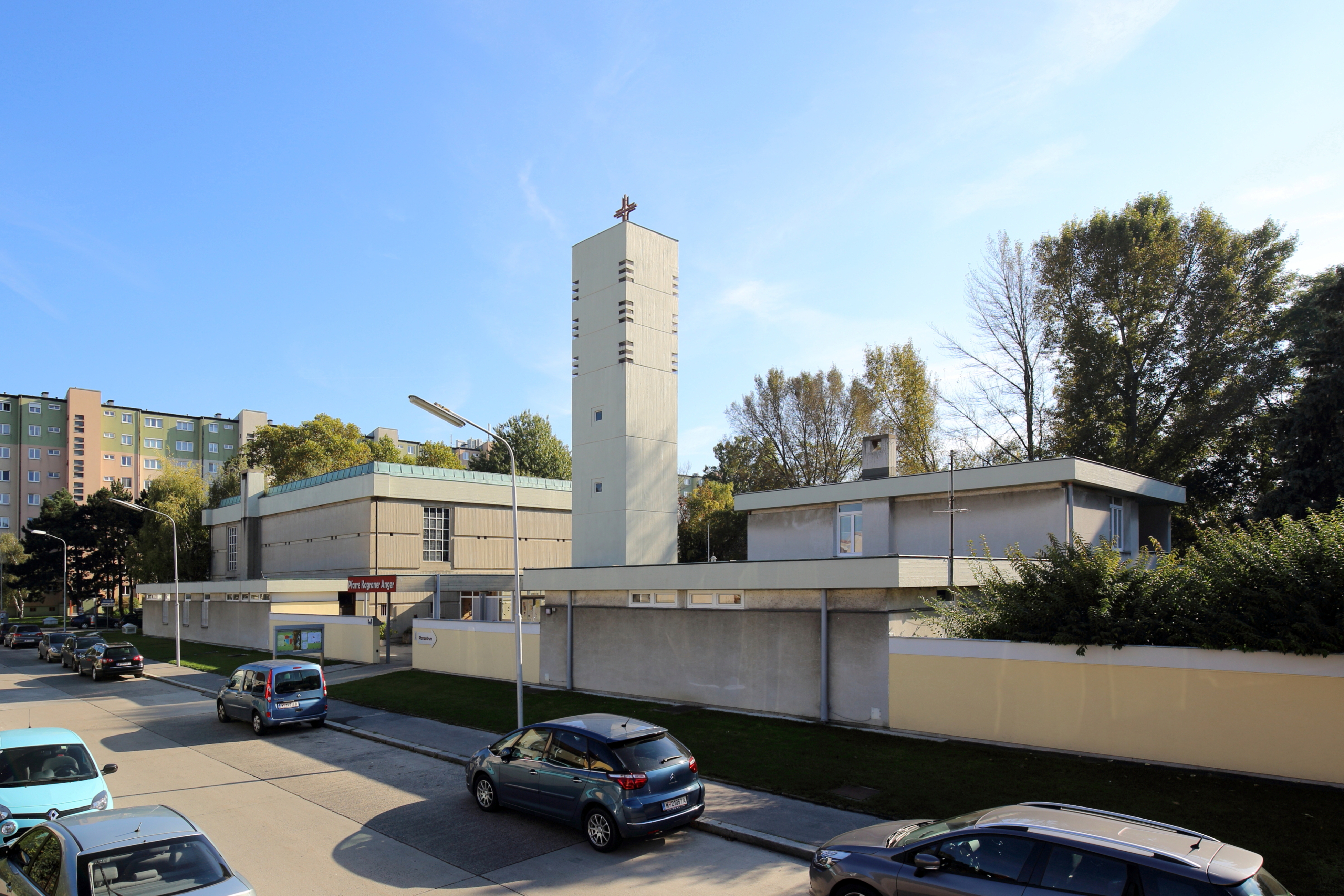
Kirche Hl. Stanislaus Kostka in Kagran (Wien)

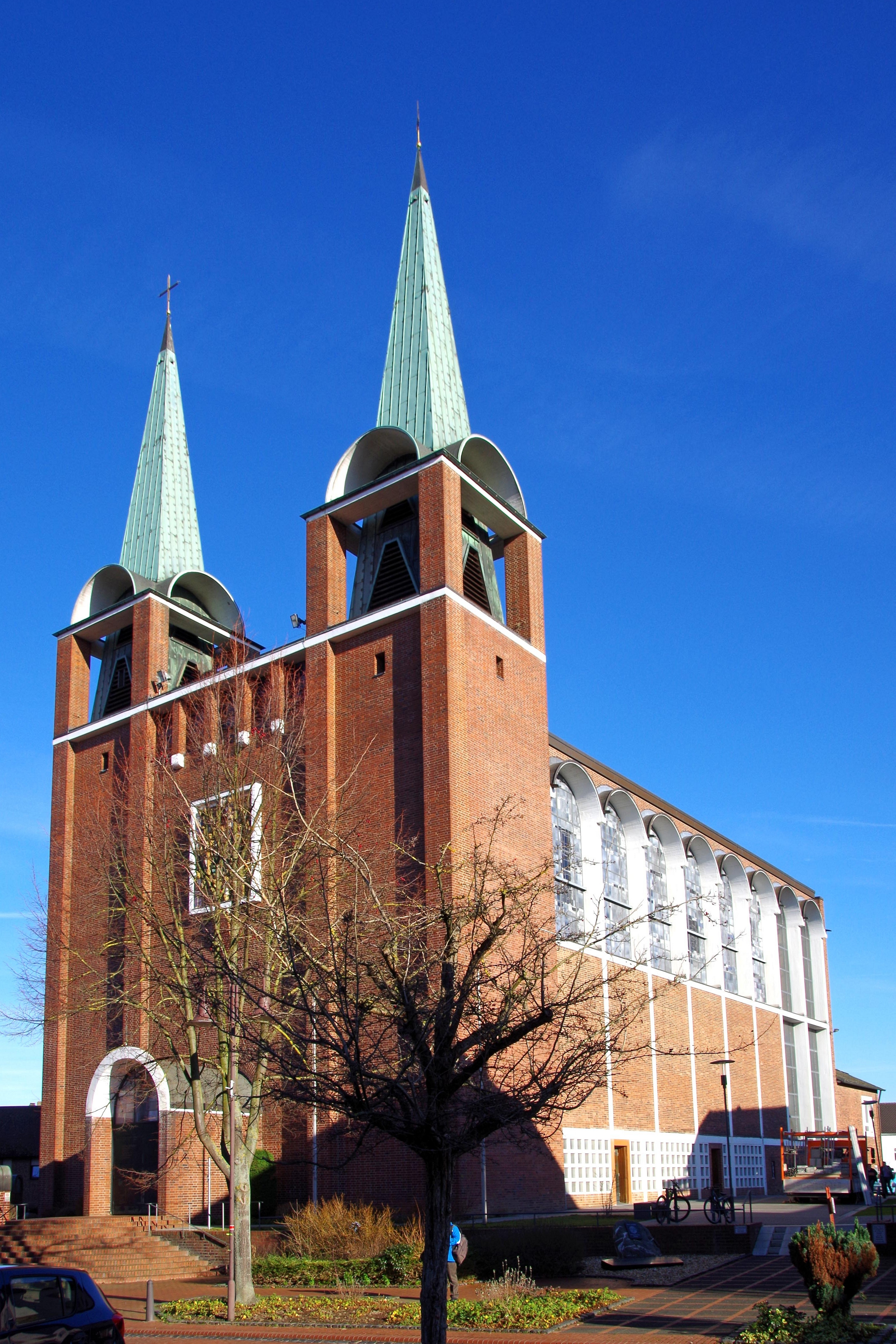
St. Martin in Aldenhoven

- 1947–1949: Wiederaufbauplanung der Innenstadt Mönchengladbach-Rheydt
- 1947–1950: Wiederaufbau der katholischen Pfarrkirche St. Josef in Niederzier-Huchem-Stammeln (gemeinsam mit Paul Bernert)
- 1948–1951: Wiederaufbau der katholischen Pfarrkirche St. Nikolaus in Inden-Lucherberg (gemeinsam mit Paul Bernert)
- 1949: Wiederaufbau der katholischen Pfarrkirche St. Stephanus in Jülich-Selgersdorf
- 1949–1951: ehemalige katholische Volksschule (2009: Städtische Grundschule – Erich Kästner Schule) in Wegberg[1] (gemeinsam mit Hermann Lahme)
- 1951–1952: katholische Pfarrkirche St. Josef in Monschau-Imgenbroich
- 1951–1953: katholische Pfarrkirche St. Martin in Aldenhoven[2]
- 1951–1953: katholische Pfarrkirche St. Matthias in Kall-Sötenich
- 1951–1954: katholische Pfarrkirche St. Anna in Hellenthal
- 1952: katholische Pfarrkirche Christ-König in Neuss
- 1953–1954: katholische Pfarrkirche St. Sebastian in Aachen-Hörn
- 1953–1954: Wiederaufbau der katholischen Pfarrkirche St. Pankratius in Linnich-Ederen
- 1953–1954: katholische Pfarrkirche St. Antonius in Krefeld, Umbau eines Lufthochschutzbunkers, 2006 abgerissen
- 1953–1954: Neubau des Glockenturms der katholischen Pfarrkirche St. Heinrich in Grefrath-Mülhausen
- 1954–1955: katholische Pfarrkirche St. Karl Borromäus in Berlin-Grunewald
- 1954–1955: katholische Pfarrkirche St. Barbara in Mülheim an der Ruhr-Dümpten
- 1954–1956: katholische Propsteikirche St. Georg in Wassenberg
- 1955: Stadtbibliothek in Trier
- 1955–1956: katholische Kirche St. Pius X. in Mönchengladbach-Uedding
- 1956–1957: Synagoge in Trier
- 1957–1958: katholische Pfarrkirche St. Martin in Ochtendung
- 1959: katholische Kirche St. Bernhard in Berlin-Tegel
- 1959: Pfarrhaus der kath. Pfarrgemeinde St. Michael in Krefeld-Lindental
- 1959: Pfarrheim der kath. Pfarrgemeinde St. Jakobus in Jüchen
- 1959–1961: katholische Kirche St. Lioba in Bad Liebenzell
- 1960–1962: katholische Kirche St. Albertus Magnus in Berlin-Halensee
- 1960–1963: katholische Kirche Heilig Kreuz in Neuwied[3]
- 1961–1963: katholische Pfarrkirche St. Mariä Himmelfahrt in Mönchengladbach-Neuwerk[4]
- 1960–1963: Neubau des Querschiffes und Umbau des Glockenturmes der katholischen Pfarrkirche St. Marien in Mönchengladbach-Rheydt
- 1962–1964: Pfarrkirche Gartenstadt in Wien
- 1963–1967: Neubau von Querschiff und Glockenturm der katholischen Pfarrkirche St. Peter in Düren-Birkesdorf
- 1964: Erweiterung der katholischen Pfarrkirche St. Hubertus in Willich-Schiefbahn um ein südliches Querschiff
- 1967 (Weihung): St. Heinrich in Köln-Deutz
- 1969: Hauskapelle für das Hubertusstift in Willich-Schiefbahn
- 1969–1970: katholische Pfarrkirche Hl. Stanislaus Kostka in Kagran (Wien) mit Sohn Florian[5]
- 1971–1972: Pfarrzentrum St. Paulus in Bochum-Querenburg
- 1968–1972: Pfarrkirche St. Paulus in Bochum-Querenburg

## Publikationen
- Von der Architektur zum Bauen, 1936
- mit Walter Kratz: Das Buch vom eigenen Haus. Mit Skizzen, Plänen und ausgeführten Bauten des Architekten Walter Kratz. Aufnahmen von Elsbeth Maria Heddenhausen, Bauwelt-Verlag (Ullstein), Berlin 1937, zweite erweiterte Auflage 1940
- Wohnen mit Büchern, 1940
- Ein Buch vom schönen Garten, 1940
- 1946–1954 Herausgeber der Zeitschrift „baukunst und werkform“
- Wohnungsbau in Deutschland, in: Planen und Bauen im neuen Deutschland. Köln/Opladen 1960. S. 356–358.